# Felo de se
Felo de se è una locuzione latina, il cui significato letterale è: "fellone da sé" ed è un termine legale arcaico (soprattutto in uso nell'area anglosassone) utilizzato per indicare il suicidio di una persona o la sua morte durante un tentativo di commettere un altro crimine (ad esempio un furto o un omicidio).

## Storia del termine
Secondo quanto stabilito dalla common law inglese, un adulto che commetteva suicidio era letteralmente un fellone e secondo la religione gli era riservata una sepoltura indegna, cioè senza i dovuti sacramenti, spesso lungo i cigli delle strade di campagna. Le sepolture dei felo de se avevano luogo tipicamente di notte, senza clero o parenti, ed il luogo veniva mantenuto segreto dalle autorità. Un bambino o una persona malata di mente che si fossero uccisi, ad ogni modo, non erano considerati felo de se e non venivano puniti post-mortem per le loro azioni. Attualmente il termine non è più usato a livello legale.
Soprattutto durante i secoli XVII e XVIII i casi di suicidio iniziarono sempre più ad essere considerati come atti di temporanea insanità di mente e come tale molti coroner iniziarono a dichiarare le vittime di suicidio come non compos mentis piuttosto che felo de se.
La definizione continuò ad essere utilizzata ad ogni modo per coloro che decidevano di suicidarsi in attesa di verdetti ufficiali da parte dei tribunali, a quanti si togliessero la vita volontariamente per sfuggire ad un processo o ad una punizione da parte del governo o ancora a quanti morissero durante un tentativo di commettere un altro caso di fellonia, ad esempio un ladro che fosse stato ucciso dal proprietario della casa dove si trovava a rubare. 
L'espressione "Felo de se" si trova in una poesia di Amy Levy e del poeta georgiano Richard Hughes. Si trova nel romanzo Infinite Jest di David Foster Wallace, in riferimento alla morte del regista James Orin Incandenza. È anche il titolo di un libro di R. Austin Freeman.